# Abies nephrolepis
Abies nephrolepis é uma espécie de conífera da família Pinaceae.
Pode ser encontrada nos seguintes países:  China, Coreia do Norte, Coreia do Sul e Rússia.